# Biała (gromada w powiecie rawskim)
Biała – dawna gromada, czyli najmniejsza jednostka podziału terytorialnego Polskiej Rzeczypospolitej Ludowej w latach 1954-1972.
Gromady, z gromadzkimi radami narodowymi (GRN) jako organami władzy najniższego stopnia na wsi, funkcjonowały od reformy reorganizującej administrację wiejską przeprowadzonej jesienią 1954 do momentu ich zniesienia z dniem 1 stycznia 1973, tym samym wypierając organizację gminną w latach 1954-1972.
Gromadę Biała siedzibą GRN w mieście Białej Rawskiej (nie wchodzącym w jej skład) utworzono 1 stycznia 1959 w powiecie rawskim w woj. łódzkim z obszaru zniesionych gromad Chrząszczewek, Porady Górne i Wólka Lesiewska; równocześnie, do gromady Biała przyłączono wieś i parcelację Koprzywna z gromady Stara Wieś w tymże powiecie.
31 grudnia 1959 z gromady Biała wyłączono wieś i kolonię Lesiew, włączając je do gromady Regnów.
W 1961 roku (styczeń) gromadzka rada narodowa składała się z 27 członków.
Gromada przetrwała do końca 1972 roku, czyli do kolejnej reformy gminnej. 1 stycznia 1973 w powiecie rawskim utworzono gminę Biała Rawska.